# Dunkleosteidae
Los dunkleosteidos (Dunkleosteidae) son una familia de peces placodermos artrodiros extintos que fueron muy diversos durante el período Devónico. Se caracterizan principalmente por poseer la cabeza acorazada y ser carnívoros. El más grande y conocido de ellos es el Dunkleosteus. Aunque previamente se pensaba que eran parientes cercanos del género Dinichthys y agrupados en la familia Dinichthyidae, estudios más recientes han mostrado que representan un clado distinto.

## Géneros
- Bruntonichthys
- Bullerichthys
- Dunkleosteus
- Eastmanosteus
- Gorgonichthys
- Hadrosteus
- Heintzichthys - incluye Stenognathus
- Holdenius
- Hussakofia - incluye Brachygnathus
- Kianyousteus
- Squamatognathus